# Lionel Jospin
Lionel Robert Jospin (París; 12 de julio de 1937) es un político francés que fue primer ministro de Francia entre el 3 de junio de 1997 y el 6 de mayo de 2002.
Jospin fue candidato del Partido Socialista en las elecciones presidenciales de 1995 y de 2002. En 1995 fue derrotado por un estrecho margen en segunda vuelta por Jacques Chirac. En 2002 no logró pasar a segunda vuelta, quedando esta elección disputada entre Chirac y Jean-Marie Le Pen, tras lo cual anunció su retirada de la política.

## Inicios en la política
Nació en el seno de una familia protestante en Meudon, suburbio de París. Estudió en el Lycée Janson de Sailly de París, Institut d'Etudes Politiques de Paris y en la École nationale d'administration.
Ingresó al Partido Socialista Francés en 1971, y se convirtió en el jefe del partido cuando François Mitterrand fue elegido presidente de Francia en 1981. Se desempeñó como Ministro de Educación entre 1988 y 1992.
Como miembro de la Asamblea Nacional, Jospin se desempeñó como representante primero por París (1978-1986), y luego por Haute-Garonne (1986-1988). Jospin perdió su escaño en la asamblea nacional en la gran caída electoral del Partido Socialista en las elecciones legislativas de 1993.
En 1995, Jospin fue seleccionado para ser el candidato socialista para las elecciones presidenciales. Después de la abrumadora derrota socialista en las elecciones parlamentarias de dos años atrás, Jospin consideraba que tenía pocas posibilidades de vencer. Pero sorprendentemente, perdió frente a Jacques Chirac por un margen muy estrecho en segunda vuelta. A pesar de la derrota, su alta votación fue visto como un resurgimiento del partido Socialista como una de las fuerzas políticas importantes en la política francesa.
Dos años después, en 1997 Chirac decidió adelantar la elección de la asamblea nacional, esperando apoyo en el voto de la ciudadanía. Sin embargo, en contra de lo que esperaba, Jospin, apoyado en una llamada izquierda plural, llega en cabeza en la primera vuelta con un 23,30%, ante sus rivales: RPR Jacques Chirac (20,8%) y Édouard Balladur (18,6%); y obtiene un 47,36% en la segunda vuelta. los socialistas recuperaron su mayoría parlamentaria y Jospin se convirtió en primer ministro.

## Primer ministro (1997-2002)
A pesar de su imagen previa de ser fiel a los principios socialistas, Jospin privatizó empresas públicas (France Telecom, Thomson Multimédia, GAN, CIC, AGF, Société marseillaise de crédit, RMC, Air France, Crédit lyonnais, Eramet, Aérospatiale-Matra, EADS Banque Hervet), así como redujo el IVA y otros impuestos.
Por otro lado, su gobierno redujo las horas semanales de trabajo a 35 (programa de campaña), suministró el seguro de salud adicional para los más pobres, promovió la representación de mujeres en la política, creó el PACS (pacte civil de solidarité, una unión civil entre dos personas, sean de diferente sexo o no) y creó la policía de proximidad, con el fin de acercarla a la población. Durante su gobierno se disfrutó de una buena situación económica, lo que permitió reducir el número de desempleados a 900.000 personas.

## Derrota de 2002 y retirada
Jospin fue candidato en la campaña presidencial de 2002. Si bien al principio su campaña iba en alza, pronto la temática se centró en temas de delincuencia, en donde se argumentaba que su gobierno no había conseguido resultados satisfactorios, lo que coincidía con un fuerte enfoque de los medios de comunicación sobre varios crímenes atroces. También sectores de la izquierda lo criticaban por ejercer el sistema de libre mercado, por lo que muchos candidatos de partidos menores se sumaron a la campaña, que le quitaron pequeños porcentajes de votos en la primera vuelta. Esto provocó que fuera superado por el candidato de ultraderecha Jean-Marie Le Pen, y quedara fuera de la segunda vuelta.
En abril de 2002 tras su derrota, Jospin declaró su intención de dejar inmediatamente la política y renunció como primer ministro. Ha hecho desde entonces comentarios aislados sobre asuntos políticos contingentes. En 2005 realizó una enérgica campaña a favor de la votación para aceptar la Constitución Europea.